# フランシス・アリス
フランシス・アリス（Francis Alÿs、1959年 - ）は、ベルギー出身のアーティスト。

## 経歴
アントウェルペン（アントワープ）に生まれる。ヴェネツィアで建築を学んだ後、1986年にメキシコに渡る。
2013年時点ではメキシコシティに在住。